# Liste der Mitglieder des Abgeordnetenhauses von Berlin (6. Wahlperiode)
Diese Liste enthält alle Mitglieder des Abgeordnetenhauses von Berlin der 6. Legislaturperiode (1971–1975). Zu den Senaten in dieser Legislaturperiode siehe Senat Schütz II.

## Präsidium des Abgeordnetenhauses
- Präsident: Walter Sickert (SPD)
- Stellvertreter des Präsidenten: Peter Lorenz (CDU) und Hans-Günter Hoppe (FDP), ab Oktober 1973: Siegfried Schönherr (FDP)
- Schriftführer: Hildegart Döring, Ferdinand Hannemann, Edith Lowka, Artur Prozell, Bernd Weingärtner (alle SPD), Klaus Franke, Rudolf Gunkel, ab Juni 1971: Wilhelm Padberg, Eleonore Schneider (alle CDU)

## Fraktionen
- SPD: Alexander Voelker (Vorsitzender), ab 1973: Wolfgang Haus (Vorsitzender, vorher stellv. Vorsitzender), Werner Jannicke (stellv. Vorsitzender), bis Januar 1973: Dietrich Stobbe (stellv. Vorsitzender und Parl. Geschäftsführer), Franz Ehrke (stellv. Vorsitzender), Hans-Jürgen Heß (stellv. Vorsitzender), Waldemar Schulze (stellv. Vorsitzender), ab Januar 1973: Jürgen Brinckmeier (Geschäftsführer)
- CDU: Heinrich Lummer (Vorsitzender), Hans-Jürgen Behrendt (stellv. Vorsitzender), Günter Dach (stellv. Vorsitzender), Karl-Heinz Schmitz (stellv. Vorsitzender), Heinrich Knafla (Geschäftsführer)
- FDP: Hermann Oxfort (Vorsitzender), Karl-Heinz Baetge (stellv. Vorsitzender), Walter Rasch (stellv. Vorsitzender), Alexander von Stahl (Geschäftsführer)

## Mitglieder
| Name                    | Lebens- daten | Partei   | Bemerkungen |
| ----------------------- | ------------- | -------- | --- |
| Klaus Agricola          | 1933–1997     | SPD      | am 18. Januar 1973 für Rolf Schwedler nachgerückt                                                                                                |
| Herbert Arndt           | 1906–1994     | SPD      | |
| Karl-Heinz Baetge       | 1929–2000     | FDP      | |
| Hans-Jürgen Behrendt    | 1917–2009     | CDU      | |
| Gerhard Beier           | 1919–2005     | SPD      | |
| Hans Beitz              | 1917–1992     | CDU      | |
| Erich Berger            | 1910–2003     | CDU      | |
| Ursula Besser           | 1917–2015     | CDU      | |
| Ulrich Biel             | 1907–1996     | CDU      | am 20. Oktober 1971 für Alfred Krause nachgerückt                                                                                                |
| Dieter Biewald          | 1932–2023     | CDU      | am 8. Februar 1973 für Claus-Jürgen Thies nachgerückt                                                                                            |
| Adolf Blasek            | 1919–2008     | SPD      | |
| Herbert Blume           | 1930–2009     | SPD      | |
| Klaus Bodin             | 1919–2012     | SPD      | |
| Gerhard Böhm            | 1920–1993     | SPD      | am 24. Juni 1971 ausgeschieden (→ Bezirksamt), Nachrücker: Manfred Twehle                                                                        |
| Hans-Joachim Boehm      | 1920–2019     | CDU      | |
| Bruno Böttcher          | 1921–2007     | CDU      | |
| Peter Boroffka          | 1932–1999     | CDU      | |
| Hillmer Brandt          | 1935–2017     | SPD      | |
| Jürgen Brinckmeier      | 1935–1984     | SPD      | |
| Karl Buckow             | 1915–1979     | CDU      | |
| Peter Conen             | 1936          | CDU      | am 18. Januar 1973 für Henning von der Lancken nachgerückt                                                                                       |
| Günter Dach             | 1915–2010     | CDU      | |
| Eberhard Diepgen        | 1941          | CDU      | |
| Hildegart Döring        | 1907–1983     | SPD      | |
| Werner Dolata           | 1927–2015     | CDU      | |
| Karl-Heinz Drogula      | 1925–2017     | SPD, BFD | am 24. Oktober 1974 Bekanntgabe des Fraktionsaustritts, Übertritt in den Bund Freies Deutschland (BFD)                                           |
| Paul Dyllick            | 1908–1991     | CDU      | |
| Jürgen Egert            | 1941–1992     | SPD      | am 18. Januar 1973 ausgeschieden (→ Bundestagsabgeordneter), Nachrücker: Achim Rheinländer                                                       |
| Franz Ehrke             | 1921–2021     | SPD      | |
| Günter Elsner           | 1916–1992     | CDU      | am 3. Februar 1972 für Gerhard Kunz nachgerückt                                                                                                  |
| Gisela Fechner          | 1926–2016     | SPD      | am 29. April 1971 für Gerhard Heimann nachgerückt                                                                                                |
| Joachim Fielitz         | 1943          | SPD      | |
| Klaus Franke            | 1923–2017     | CDU      | |
| Hans-Jochen Fröhner     | 1935–2016     | SPD      | |
| Andreas Gerl            | 1943          | SPD      | am 24. Mai 1973 für Werner Heubaum nachgerückt                                                                                                   |
| Erich Gießner           | 1909–1995     | SPD      | |
| Rudolf Glagow           | 1929–2015     | SPD      | |
| Werner Goldberg         | 1919–2004     | CDU      | |
| Jonny Gollnick          | 1933          | SPD      | |
| Heinz Gomann            | 1920          | CDU      | |
| Karl Gottschalk         | 1928–1991     | SPD      | |
| Horst Grabert           | 1927–2011     | SPD      | bis 10. Januar 1973 Senator für Bundesangelegenheiten am 18. Januar 1973 ausgeschieden, Nachrückerin: Ursula Maletzke                            |
| Joachim Gribach         | 1930–2023     | SPD      | am 6. Mai 1971 für Dieter Schwäbl nachgerückt am 16. Januar 1975 ausgeschieden, Nachrücker: Helmuth Mickley                                      |
| Horst Güthling          | 1922–2005     | SPD      | |
| Rudolf Gunkel           | 1915–2013     | CDU      | am 30. Juni 1971 ausgeschieden (→ Bezirksamt), Nachrücker: Rudolf Müller                                                                         |
| Ferdinand Hannemann     | 1905–1987     | SPD      | |
| Günter Harloff          | 1928–1993     | SPD      | |
| Alexander Hasenclever   | 1918–1990     | CDU      | |
| Wolfgang Haus           | 1927–2018     | SPD      | Fraktionsvorsitzender (ab 1973) |
| Sigurd Hauff            | 1935          | SPD      | |
| Gerhard Heimann         | 1934–2017     | SPD      | am 29. April 1971 ausgeschieden (→ Senatsdirektor), Nachrückerin: Gisela Fechner                                                                 |
| Ursula Heinrich         | 1920–2012     | SPD      | am 20. April 1972 ausgeschieden, Nachrücker: Rainer Papenfuß, späterer Ehename Siemens                                                           |
| Horst Heinschke         | 1928–2014     | CDU      | am 1. Juli 1971 ausgeschieden (→ Bezirksamt), Nachrücker: Harry Wollenschläger                                                                   |
| Wiegand Hennicke        | 1928–2000     | CDU      | am 26. Oktober 1972 ausgeschieden, Nachrücker: Werner Platzeck                                                                                   |
| Hans-Jürgen Heß         | 1935–2010     | SPD      | |
| Eberhard Hesse          | 1911–1986     | SPD      | |
| Werner Heubaum          | 1931–2018     | SPD      | am 24. Mai 1973 ausgeschieden, Nachrücker: Andreas Gerl                                                                                          |
| Gerd Heyden             | 1941          | CDU      | |
| Fritz Hiersemann        | 1930–1996     | SPD      | |
| Rüdiger Hitzigrath      | 1929–2017     | SPD      | |
| Hans-Günter Hoppe       | 1922–2000     | FDP      | am 11. Oktober 1973 ausgeschieden (→ Bundestagsabgeordneter), Nachrücker: Arnold Krüger                                                          |
| Werner Jannicke         | 1919–1995     | SPD      | am 9. Februar 1974 ausgeschieden, Nachrücker: Hans Zahrt                                                                                         |
| Wolfgang Jungnickel     | 1928          | CDU      | |
| Heinz Kaschke           | 1916–2002     | FDP      | |
| Christian Kayser        | 1938–2025     | FDP      | |
| Friedrich von Kekulé    | 1930–2009     | CDU      | |
| Heinrich Keul           | 1918–1998     | CDU      | |
| Peter Kittelmann        | 1936–2003     | CDU      | am 7. Juli 1971 ausgeschieden (→ Bezirksamt), Nachrücker: Fritz Troppa                                                                           |
| Heinrich Kleemann       | 1918–2010     | SPD      | am 10. Oktober 1974 für Ursula Maletzke nachgerückt                                                                                              |
| Siegfried Klein         | 1923          | CDU      | |
| Lothar Königstein       | 1937          | SPD      | |
| Ernst Köppen            | 1918–1989     | SPD      | |
| Carla Kohlmann          | 1906–1994     | SPD      | |
| Rolf Konrad             | 1924–1990     | SPD      | |
| Horst Korber            | 1927–1981     | SPD      | Senator für Justiz |
| Werner Korthaase        | 1937–2008     | SPD      | |
| Alfred Krause           | 1915–1988     | CDU      | am 30. September 1971 ausgeschieden (→ Bezirksamt), Nachrücker: Ulrich Biel                                                                      |
| Arnold Krüger           | 1920–2011     | FDP      | am 25. Oktober 1973 für Hans-Günter Hoppe nachgerückt                                                                                            |
| Heinz Kuchler           | 1921–2006     | SPD      | am 10. Juni 1971 für Lothar Laggies nachgerückt                                                                                                  |
| Gerhard Kunz            | 1942          | CDU      | am 10. Februar 1972 ausgeschieden (→ Bundestagsabgeordneter), Nachrücker: Günter Elsner                                                          |
| Lothar Laggies          | 1927          | SPD      | am 10. Juni 1971 ausgeschieden (→ Bezirksamt), Nachrücker: Heinz Kuchler                                                                         |
| Henning von der Lancken | 1937–2014     | CDU      | am 27. Mai 1971 für Gero Luckow nachgerückt am 18. Januar 1973 ausgeschieden (→ Bezirksamt), Nachrücker: Peter Conen                             |
| Horst Lange             | 1934–2010     | SPD      | |
| Henning Lemmer          | 1931–2020     | CDU      | |
| Günter Liebig           | 1928–2004     | FDP      | |
| Arno Lippert            | 1904–1975     | CDU      | |
| Gerd Löffler            | 1927–2004     | SPD      | Senator für Schulwesen |
| Dieter Lonchant         | 1940          | CDU      | |
| Peter Lorenz            | 1922–1987     | CDU      | |
| Edith Lowka             | 1916–1989     | SPD      | |
| Gero Luckow             | 1928–2016     | CDU      | am 27. Mai 1971 ausgeschieden (→ Bezirksamt), Nachrücker: Henning von der Lancken                                                                |
| Heinrich Lummer         | 1932–2019     | CDU      | |
| Rudolf Luster           | 1921–2000     | CDU      | |
| Ursula Maletzke         | 1928          | SPD      | am 18. Januar 1973 für Horst Grabert nachgerückt am 10. Oktober 1974 ausgeschieden, Nachrücker: Heinrich Kleemann                                |
| Dietrich Masteit        | 1923–2020     | SPD      | |
| Kurt Meissner           | 1924–2009     | CDU      | |
| Rudolf Mendel           | 1907–1979     | CDU      | |
| Hans Mertsch            | 1927–2011     | SPD      | |
| Franz Karl Meyer        | 1906–1983     | SPD      | |
| Helmuth Mickley         | 1924          | SPD      | am 16. Januar 1975 für Joachim Gribach nachgerückt                                                                                               |
| Walter Milschewsky      | 1911–1996     | SPD      | |
| Erwin Müller            | 1931–2014     | SPD      | |
| Rudolf Müller           | 1938–2016     | CDU      | am 7. Juli 1971 für Rudolf Gunkel nachgerückt |
| Joachim Nauck           | 1942          | SPD      | am 14. Februar 1974 nachgerückt |
| Kurt Neubauer           | 1922–2012     | SPD      | Bürgermeister und Senator für Inneres |
| Werner Neugebauer       | 1927–1972     | SPD      | am 24. Februar 1972 verstorben, Nachrücker: Manfred Wetzel                                                                                       |
| Willi Oesterlein        | 1909–1992     | CDU      | |
| Hermann Oxfort          | 1928–2003     | FDP      | |
| Wilhelm Padberg         | 1908–1978     | CDU      | |
| Rainer Papenfuß         | 1941–2002     | SPD      | am 20. April 1972 für Ursula Siemens nachgerückt                                                                                                 |
| Manfred Pawlak          | 1929–1995     | SPD      | |
| Friedrich Piefke        | 1907–1988     | SPD      | |
| Werner Platzeck         | 1930–2015     | CDU      | am 26. Oktober 1972 für Wiegand Hennicke nachgerückt                                                                                             |
| Johannes Prostak        | 1940          | CDU      | am 29. Juni 1972 für Horst Scheiblich nachgerückt                                                                                                |
| Artur Prozell           | 1933–2025     | SPD      | |
| Erika Puschnus          | 1927–1990     | SPD      | |
| Walter Rasch            | 1942–2023     | FDP      | |
| Rudolf Rass             | 1934–2021     | SPD      | |
| Ingeborg Renner         | 1930–2010     | SPD      | |
| Achim Rheinländer       | 1933–2015     | SPD      | am 18. Januar 1973 für Jürgen Egert nachgerückt                                                                                                  |
| Claus-Gerd Richter      | 1934          | FDP      | |
| Klaus Riebschläger      | 1940–2009     | SPD      | ab 8. Dezember 1972 Senator für Bau- und Wohnungswesen                                                                                           |
| Heinz Ritter            | 1924–2004     | SPD      | |
| Hubert Rösler           | 1937–2024     | CDU      | |
| Lutz Rohleder           | 1935–2000     | SPD      | am 21. September 1972 für Wilhelm Urban nachgerückt                                                                                              |
| Hugo Rossmann           | 1937–2005     | CDU      | |
| Werner Salomon          | 1926–2014     | SPD      | am 4. Februar 1974 ausgeschieden, Nachrücker: Fredy Stach                                                                                        |
| Rudi Schade             | 1914–1981     | SPD      | |
| Horst Scheiblich        | 1921–1993     | CDU      | am 29. Juni 1972 ausgeschieden (→ Bezirksamt), Nachrücker: Johannes Prostak                                                                      |
| Karl-Heinz Schmitz      | 1932–2016     | CDU      | |
| Eleonore Schneider      | 1907–1982     | CDU      | |
| Siegfried Schönherr     | 1915–1989     | FDP      | |
| Klaus Schütz            | 1926–2012     | SPD      | Regierender Bürgermeister |
| Lothar Schulz           | 1904–1976     | CDU      | Alterspräsident |
| Waldemar Schulze        | 1930–2018     | SPD      | |
| Dieter Schwäbl          | 1928–2014     | SPD      | am 6. Mai 1971 ausgeschieden (→ Bezirksamt), Nachrücker: Joachim Gribach                                                                         |
| Hubert Schwarz          | 1923–2004     | SPD      | |
| Rolf Schwedler          | 1914–1981     | SPD      | bis 6. Dezember 1972 Senator für Bau- und Wohnungswesen am 8. Dezember 1972 ausgeschieden (→ Bundestagsabgeordneter), Nachrücker: Klaus Agricola |
| Walter Sickert          | 1919–2013     | SPD      | Präsident des Abgeordnetenhauses |
| Alfred Sommerfeld       | 1928–2000     | CDU      | |
| Fredy Stach             | 1936–2007     | SPD      | am 4. Februar 1974 für Werner Salomon nachgerückt                                                                                                |
| Werner Stein            | 1913–1993     | SPD      | Senator für Wissenschaft und Kunst |
| Dietrich Stobbe         | 1938–2011     | SPD      | ab 18. Januar 1973 Senator für Bundesangelegenheiten                                                                                             |
| Heinz Striek            | 1918–2011     | SPD      | Senator für Finanzen |
| Kurt Susen              | 1905–1975     | SPD      | |
| Claus-Jürgen Thies      | 1931–2012     | CDU      | am 8. Februar 1973 ausgeschieden, Nachrücker: Dieter Biewald                                                                                     |
| Bodo Thomas             | 1932–1995     | SPD      | |
| Winfried Tromp          | 1938–2002     | CDU      | |
| Fritz Troppa            | 1921–1972     | CDU      | am 7. Juli 1971 für Peter Kittelmann nachgerückt am 20. November 1972 verstorben, Nachrücker: Michael Urban                                      |
| Manfred Twehle          | 1941–1984     | SPD      | am 24. Juni 1971 für Gerhard Böhm nachgerückt |
| Jürgen Ulzen            | 1937–2010     | CDU      | |
| Michael Urban           | 1943          | CDU      | am 6. Dezember 1972 für Fritz Troppa nachgerückt                                                                                                 |
| Wilhelm Urban           | 1908–1973     | SPD      | im September 1972 ausgeschieden, Nachrücker: Lutz Rohleder                                                                                       |
| Horst Vetter            | 1927–2022     | FDP      | |
| Alexander Voelker       | 1913–2001     | SPD      | Fraktionsvorsitzender (bis 1973) |
| Jürgen Wahl             | 1922–1990     | FDP      | |
| Erwin Walter            | 1912–1998     | CDU      | |
| Bernd Weingärtner       | 1941          | SPD      | |
| Manfred Wetzel          | 1929          | SPD      | am 9. März 1972 für Werner Neugebauer nachgerückt                                                                                                |
| Claus Wischner          | 1935–2013     | CDU      | |
| Harry Wollenschläger    | 1927–2001     | CDU      | am 1. Juli 1971 für Horst Heinschke nachgerückt                                                                                                  |
| Edmund Wronski          | 1922–2020     | CDU      | |
| Hans Zahrt              | 1926          | SPD      | am 13. Februar 1974 für Werner Jannicke nachgerückt                                                                                              |
| Heinz Zellermayer       | 1915–2011     | CDU      | |
| Günter Zemla            | 1921–2000     | CDU      | |
| Siegfried Zimmer        | 1930–2009     | CDU      | |